# Сидоровка (Зілаїрський район)
Си́доровка (рос. Сидоровка, башк. Сидоровка) — присілок у складі Зілаїрського району Башкортостану, Росія. Входить до складу Верхньогалеєвської сільської ради.
Населення — 226 осіб (2010; 210 в 2002).
Національний склад:
- башкири — 94%